# Heinz Rogge
Heinz Rogge (* 20. Mai 1927 in Berlin-Oberschöneweide) ist ein ehemaliger deutscher Fußballspieler, der in der Saison 1949/50 als Aktiver von Union Oberschöneweide mit 29 Treffern die Torschützenliste in der Stadtliga Berlin angeführt hat.

## Laufbahn

### Jugend und Krieg, bis 1945
In den Jahren 1937–1938 begann in der Schülermannschaft des SC Union Oberschöneweide (Vorgänger des heutigen 1. FC Union Berlin) die fußballerische Laufbahn von Heinz Rogge. Durch die Umstände des Zweiten Weltkrieges wurde er schon als 16-Jähriger in der Ligamannschaft an der „Alten Försterei“ eingesetzt. Die Wuhlheider schafften 1943/44 den Aufstieg in die Gauliga Berlin-Brandenburg, wo jedoch im Januar 1945 der Spielbetrieb eingestellt wurde.

### Nach dem Zweiten Weltkrieg, 1948 bis 1956
Durch Krieg und Gefangenschaft hatte Heinz Rogge eine Schädigung an der Lunge davongetragen. Er kehrte erst 1948 aus der Gefangenschaft nach Oberschöneweide zurück und gehörte deshalb erst gegen Ende der Rückrunde 1947/48 dem Kreis der Meistermannschaft von Union an. Auch als der Titelverteidiger 1948/49 hinter der SG Wilmersdorf und SG Charlottenburg den dritten Rang belegte, verhinderten die gesundheitlichen Nachwirkungen noch seine Zugehörigkeit zur Stammelf der Ostberliner. In der letzten Runde der gemeinsamen Berliner Stadtliga, 1949/50, schwang sich der jetzt wieder im Vollbesitz seiner Kräfte befindliche Rogge aber mit 29 Treffern zum Torschützenkönig in Berlin auf und errang mit Union hinter Titelträger Tennis Borussia die Vizemeisterschaft. Die Mannschaft von Trainer „Hanne“ Sobek erzielte mit 69 Toren die meisten Treffer in der Saison und kam auf einen Zuschauerschnitt von 11.583 in der Stadtliga. Am 19. Februar 1950 erzielte der Mittelstürmer beim 8:1-Erfolg gegen den VfL Nord Berlin fünf Treffer. Zur Ermittlung des zweiten Berliner Vertreters für die Endrunde um die deutsche Fußballmeisterschaft 1950 waren gegen den Berliner SV 92 am 14. und 17. Mai zwei Ausscheidungsspiele auszutragen. Der mit brillanter Technik und großer Schusskraft ausgestattete Rogge trug mit vier Toren zum Durchsetzen gegen den BSV bei. Das am 28. Mai in Kiel gegen den Hamburger SV ausgetragene Endrundenspiel brachte aber mit 0:7 Toren eine deutliche Niederlage für den Berliner Vizemeister. Herbert Wojtkowiak erzielte dabei alleine vier Tore für den HSV. Union war mit den Stürmern Erwin Wax, Manfred Seidel, Rogge, Paul Salisch und Heinz Lehninger im Sturm angetreten. Die Union-Mannschaft war durch sportpolitische Querelen in dieser Phase aber auch zusätzlich starkem Druck ausgesetzt, so dass ihre Konzentration auf keinen Fall nur auf Training und Spiel ausgerichtet sein konnte. Ab Frühjahr 1950 stand fest, dass die Berliner Stadtliga mit Beginn der Saison 1950/51 das Vertragsspielertum einführen würde. Der Deutsche Sportausschuß der DDR untersagte die Lizenzerteilung für die Ost-Berliner Vereine Oberschöneweide, Pankow und Lichtenberg. Aus Protest bestritten die Wuhlheider ab März 1950 ihre Meisterschaftsspiele im Poststadion, das im benachbarten Tiergarten im Westsektor lag. Schließlich wurde Union auch die Teilnahme an den Endrundenspielen untersagt. Die Mannschaft setzte sich darüber hinweg und fuhr dennoch nach Kiel zum Spiel gegen den Hamburger SV. Entscheidender für die Zukunft war der weitere Entschluss, geschlossen Ost-Berlin zu verlassen und sich in West-Berlin niederzulassen, wo das Poststadion die neue Heimstätte wurde. Es kam am 9. Juni 1950 zur Neugründung des SC Union 06 Berlin. Am 14. Juni wurde unter diesen belastenden Umständen das Pokalhalbfinale ausgetragen und mit 0:2 Toren gegen Tennis Borussia verloren.
1951 und 1952 folgten mit Union 06 zwei Vizemeisterschaften und der Einzug in das Pokalfinale am 26. August 1951, welches aber in der Verlängerung mit 1:2 Toren gegen die „Veilchen“ verloren wurde. Im Finale hatte Mittelstürmer Rogge die Union in der dritten Minute in Führung gebracht. Im dritten Anlauf, 1952/53, glückte es für Rogge und seine Mannschaftskameraden: Sie holten mit 40:8 Punkten und neun Punkten Vorsprung vor dem Spandauer SV und Tennis Borussia souverän die Meisterschaft. Heinz Rogge erzielte dabei in 20 Spielen 14 Tore. Lediglich am ersten Spieltag der Runde, am 7. September 1952, gab es beim Spandauer SV die einzige Niederlage der gesamten Saison. Verstärkt durch die Zugänge Paul Lemm, Kurt Podratz und Walter Sowade war Union 06 im Jahre 1953 den übrigen Berliner Konkurrenten klar überlegen. In den Endrundenspielen konnte Union 06 diese Leistungsstärke aber nicht bestätigen und hatte keine Chance in den Gruppenspielen gegen den VfB Stuttgart, Borussia Dortmund und den Hamburger SV.
In den folgenden drei Runden konnte Heinz Rogge mit Union 06 nicht mehr in den Meisterschaftskampf eingreifen und beendete mit dem Spiel am 8. April 1956 gegen Hertha Zehlendorf seine Spielertätigkeit bei Union 06. Von 1950 bis 1956 hatte er 109 Spiele in der Stadtliga absolviert und dabei 63 Tore erzielt.

### Ende der Laufbahn
Heinz Rogge wechselte zur Runde 1956/57 zu Tennis Borussia Berlin und bestritt bei den „Veilchen“ noch sechs Spiele, wobei er drei Tore erzielte. Mit seinem Einsatz am 24. Februar 1957 beim Spiel gegen Hertha Zehlendorf verabschiedete er sich endgültig aus der Berliner Stadtliga. Rogge, der ursprünglich den Beruf des Laboranten erlernt hatte, verdiente später seinen Lebensunterhalt als selbstständiger Automatenaufsteller in Westberlin und war auch noch mit seinen ehemaligen Union-Mannschaftskameraden Richard Strehlow, Herbert Stelter, Paul Salisch, Walter Sowade und anderen bei den Alten Herren aktiv.